# Тарсиа, Джованни Баттиста
Джованни Баттиста Тарсиа, или Бартоломео Тарсия (итал. Giovanni Battista Tarsia; 1690, Венеция — 1765, Санкт-Петербург) — итальянский живописец-декоратор венецианской школы, представитель позднего барокко. Сын скульптора Антонио Тарсиа., который гораздо более известен в России, чем на родине, благодаря появлению его скульптур в Санкт-Петербурге (Летний сад, Эрмитаж), Царском Селе (Екатерининский парк) и Петергофе.

## Биография
Джованни Баттиста, или Бартоломео, Тарсиа родился в Венеции, впервые приехал в Россию в последние годы царствования Петра Великого. Работал в 1722—1726 и 1735—1756 годах. Расписывал плафоны в Летнем и Зимнем дворце в Санкт-Петербурге и в Большом Петергофском дворце. Преподавал рисование в Гравировальной палате Академии наук. Работал по частным заказам.
Также им были написаны два портрета: один — его друга, приора Карлоса, с Распятием в руке; другой, носящий название «Портрет прекрасной венецианки, поправляющей своё ожерелье», изображает супругу тайного советника Саввы Лукича Рагузинского-Владиславича. По свидетельству деятеля столичной Академии наук Якоба Штелина он писал очень быстро и манерно малопонятные, вычурно-задуманные аллегории.
Джованни Баттиста Тарсиа дожил до глубокой старости и умер в 1765 году в городе Санкт-Петербурге.